# Piratenpartei Schweiz
Die Piratenpartei Schweiz (PPS) (französisch Parti Pirate Suisse (PPS), italienisch Partito Pirata Svizzero (PPS), rätoromanisch Partida da Pirats Svizra (PPS)), ist eine politische Partei in der Schweiz.
Die Piratenpartei positioniert sich als «Humanistisch, liberal, progressiv». Sie ist Mitglied bei der Digitalen Gesellschaft, den Pirate Parties International und der Europäischen Piratenpartei.

## Parteiprogramm
Die Kernanliegen der Partei sind gemäss Statuten:
- den freien Zugang zu Wissen und Kultur zu fördern
- den Schutz der Privatsphäre und die informationelle Selbstbestimmung der Bevölkerung zu stärken
- Medienverbote und Zensur zu bekämpfen
- einen transparenten Staat zu fördern
- schädliche Monopole einzuschränken
- die Menschenrechte zu stärken
- für Laizismus und humanistische Werte einzustehen.

## Geschichte
Die Partei wurde in Anlehnung an die schwedische Piratpartiet am 12. Juli 2009 in Zürich-Affoltern gegründet. Zum Präsidenten wurde Denis Simonet, zum Vizepräsidenten Pascal Gloor gewählt.
Seit Juli 2009 stellte die PPS mit Patrick Mächler einen der beiden Co-Präsidenten der Pirate Parties International (PPI), der internationalen Dachorganisation der Piratenparteien. Am 1. März 2010 trat Mächler (seit März 2011 Schatzmeister der PPI) vom Amt als Co-Präsident zurück und Jerry Weyer, einer der Mitgründer der luxemburgischen Piratenpartei, löste ihn ab.
Im Dezember 2009 fand in Bern die erste Generalversammlung der Partei statt. Denis Simonet wurde hierbei von den 70 Teilnehmern als Präsident bestätigt.
Anfang 2010 nahm die PPS erstmals an Wahlen teil und trat am 7. März mit vier Kandidaten bei den Wahlen zum Grossen Gemeinderat der Stadt Winterthur an. Die PPS erhielt hierbei 16'754 Stimmen (wobei bei diesen Wahlen jeder Wähler über 60 Stimmen verfügte) und konnte einen der insgesamt 60 Sitze im Grossen Gemeinderat gewinnen. Ebenso erfolgte am 28. März eine Teilnahme an den Grossratswahlen im Kanton Bern, bei denen die Piratenpartei mit 11 Kandidaten in insgesamt vier der neun Wahlkreise vertreten war. Die PPS erzielte ein Ergebnis von 0,7 %.
Die Piraten traten zum ersten Mal im Oktober 2011 an den Schweizer Parlamentswahlen an. Hierbei erhielten sie einen schweizweiten Wähleranteil von 0,48 % oder 11'515 Stimmen, was dem zwölftgrössten Wähleranteil entspricht. Die Piraten traten lediglich in folgenden sieben der 26 Kantonen an:
- Basel-Stadt 1,92 %
- Waadt 0,99 %
- Genf 0,90 %
- Zürich 0,86 %
- Aargau 0,77 %
- Bern 0,73 %
- Freiburg 0,61 %

Im Kanton Freiburg erhielt Charly Pache am 11. März 2012 bei den Ständeratswahlen 3,9 %. Es war dies die erste Teilnahme eines Piraten an einer Ständeratswahl.
Am 1. April 2012 wurde Thomas Bruderer als Präsident gewählt und das Präsidium auf vier Vizepräsidenten erweitert. Die operativen Aufgaben übernimmt neu eine fünfköpfige Geschäftsleitung.
Im September 2012 wurde mit Alex Arnold in Eichberg zum ersten Mal ein Pirat zum Gemeindepräsidenten gewählt. Im April 2014 wechselte er zur CVP.
Im Februar 2013 übernahm Alexis Roussel das Amt des Präsidenten. Durch den Eintritt des Genfer Parlamentariers Didier Bonny in die Piratenpartei Schweiz am 26. April 2013 war sie erstmals in einem kantonalen Parlament vertreten.
Im Herbst 2013 traten mehrere Exponenten aus unterschiedlichen Gründen aus der Partei aus. Streitpunkte waren politische Positionen, der Umgang mit Meinungsverschiedenheiten, die Parteistrukturen und das Machtgefüge. Im Zuge dieser Austrittswelle hat sich die kantonale Sektion Basel aufgelöst und die Sektion Aargau sich von ihrer Mutterpartei getrennt. Seit dem Februar 2015 ist die Sektion beider Basel wieder reaktiviert.
Im Februar 2014 konnte die Piratenpartei Winterthur ihren Sitz im Stadtparlament verteidigen und den Wähleranteil auf 2,4 % mehr als verdoppeln. Marc Wäckerlin konnte als Stadtratskandidat 3'830 Stimmen auf sich vereinen.
Im März 2014 wurden mit Jorgo Ananiadis, Guillaume Saouli, Marc Wäckerlin und Kilian Brogli vier neue Vizepräsidenten gewählt.
Im März 2015 lösten Guillaume Saouli und Stefan Thöni als Co-Präsidenten den zurücktretenden Alexis Roussel ab. An den Kantonsratswahlen in Zürich erreichte die Piratenpartei keinen Sitz. Im September 2015 konnte die Piratenpartei zum ersten Mal eine Teilzeit-Mitarbeiterin anstellen. Zu den Schweizer Parlamentswahlen 2015 trat die Piratenpartei mit insgesamt 54 Kandidaten in den Kantonen Bern, St. Gallen, Waadt, Wallis, Zug, Zürich und die Schwesterpartei im Kanton Aargau an. Dazu wurde im Mai 2015 ein Wahlprogramm unter dem Motto «Humanistisch, liberal, progressiv» verabschiedet.
Die Piratenpartei beteiligte sich von Oktober 2015 bis Januar 2016 an der Unterschriftensammlung für ein Referendum gegen das neue Nachrichtendienstgesetz. Das Schweizer Stimmvolk hat am 26. September 2016 das Gesetz jedoch mit 63,6 % angenommen.
Die Piratenpartei beteiligte sich von März bis Juli 2016 am Referendum gegen das neue Überwachungsgesetz BÜPF. Dieses scheitert aber wegen zu vielen ungültigen und unbescheinigten Unterschriften.
2016 und 2017 sammelte die Piratenpartei mit anderen Organisationen 109’826 gültige Unterschriften für die Eidgenössische Volksinitiative «Für mehr Transparenz in der Politikfinanzierung (Transparenz-Initiative)». Nachdem Nationalrat und Ständerat der Empfehlung des Bundesrates folgten und 2021 die Volksinitiative ablehnten, gleichzeitig aber einem indirekten Gegenentwurf, welcher sich am Wortlaut der Volksinitiative orientierte, jedoch erheblich höhere Schwellenwerte für die Offenlegung festgelegte, beschlossen, zog das Initiativkomitee die Volksinitiative zurück.
Bei den Grossratswahlen 2018 des Kantons Bern wurde im Wahlkreis Mittelland-Nord mit 6'120 Parteistimmen ein Ergebnis von 0,84 Prozent erreicht.
Gemeinsam mit der Digitalen Gesellschaft und der «Allianz für ein faires Urheberrecht» organisierte die Piratenpartei Schweiz im Zuge der europaweiten Demonstrationen der Savetheinternet-Bewegung gegen die Richtlinie über das Urheberrecht im digitalen Binnenmarkt eine Demo mit über tausend Teilnehmern in Zürich.
Am 31. März 2019 wurden an der Piratenverammlung in Zürich die zurücktretenden Co-Präsidenten Guillaume Saouli und Kilian Brogli als neue Co-Präsidentin Sylvia Oldenburg-Marbacher und als neuer Co-Präsident Fabian Rousseau gewählt. Zu den bisherigen Vizepräsidenten Jorgo Ananiadis und Carlos Polo wurde neu Daniel Peter als Vizepräsident gewählt.
Zu den Schweizer Parlamentswahlen 2019 trat die Piratenpartei mit 54 Kandidaten in den Kantonen Aargau, Basel, Bern, Waadt, Zürich an.
Die Piratenpartei unterstützte die 2020 eingereichte und 2021 durchgeführte Eidgenössische Volksabstimmung über das E-ID-Gesetz. Ein neuer Gesetzesentwurf wurde in der Vernehmlassung vom Sommer 2022 von den Piraten erneut kritisiert.
An der dritten Piratenversammlung im Jahre 2019 rückte Jorgo Ananiadis auf die inzwischen wieder vakante Stelle des Co-Präsidenten nach.
An der wegen den Corona-Massnahmen mehrfach verschobenen Versammlung vom 27. Dezember 2020 wurde der Vorstand neu aufgestellt. Die bisherige Co-Präsidentin Sylvia Oldenburg trat zurück und zum Präsidenten wurde der bisherige Co-Präsident Jorgo Ananiadis gewählt. Der Vorstand wurde gleichzeitig um die zwei neuen Vizepräsidenten Biljana Lukic und Philippe Burger erweitert.
Am 5. April 2025 haben die Mitglieder an der Hauptversammlung der Piratenpartei ihren Präsidenten Jorgo Ananiadis in seinem Amt bestätigt. Ferner wurden Pat Mächler, Melanie Hartmann, Michel Baetscher und Renato Sigg neu gewählt. Nicole Rüegger und Jonas Sulzer schieden aus dem Vorstand aus

## Kantonale Sektionen
Am 21. Oktober 2010 wurde in Zürich die erste kantonale Sektion der Partei gegründet. Am 3. April 2011 erfolgte die Teilnahme an den Zürcher Kantonsratswahlen. Die Piraten erreichten ein Ergebnis von 0,56 %.
Im Laufe der Zeit wurden weitere kantonale Sektionen gegründet: Aargau, beide Basel, Bern, Freiburg, Genf, Waadt, Thurgau-Schaffhausen, St. Gallen und beide Appenzell, Zentralschweiz, Neuenburg sowie Wallis.
Im Oktober 2013 spaltete sich die Aargauer, im Juli 2019 die Zentralschweizer Sektion und im Oktober 2019 die Sektion Waadt von der Partei ab. Im März 2019 trat die Aargauer Sektion wieder der Piratenpartei Schweiz bei.
Im April 2023 wurde die Sektion Wallis vorerst stillgelegt.

## Wahlergebnisse

### 2011
| Kanton      | Anzahl Stimmen | Gesamtstimmen | Stimmenanteil in Prozent |
| ----------- | -------------- | ------------- | ------------------------ |
| Aargau      | 21'274         | 2'746'803     | 0,77                     |
| Basel-Stadt | 5'314          | 277'015       | 1,92                     |
| Bern        | 67'509         | 9'189'523     | 0,73                     |
| Freiburg    | 3'630          | 590'975       | 0,61                     |
| Genf        | 9'806          | 2'952'181     | 0,90                     |
| Waadt       | 29'125         | 1'089'639     | 0,99                     |
| Zürich      | 119'400        | 13'860'834    | 0,86                     |

### 2015
| Kanton     | Anzahl Stimmen | Gesamtstimmen | Stimmenanteil in Prozent |
| ---------- | -------------- | ------------- | ------------------------ |
| Aargau     | 19'517         | 3'121'755     | 0,63                     |
| Bern       | 82'660         | 8'776'598     | 0,94                     |
| St. Gallen | 6'924          | 1'732'456     | 0,40                     |
| Waadt      | 38'710         | 3'167'325     | 1,22                     |
| Zürich     | 96'064         | 14'895'305    | 0,64                     |
| Zug        | 1'128          | 116'689       | 0,94                     |